# Erythrophyllastrum andinum
Erythrophyllastrum andinum är en bladmossart som beskrevs av Richard Henry Zander 1993. Erythrophyllastrum andinum ingår i släktet Erythrophyllastrum och familjen Pottiaceae. Inga underarter finns listade i Catalogue of Life.